# Reindustrijalizacija
Reindustrijalizacija označava ekonomski, socijalni i politički proces organiziranja nacionalnih resursa u svrhu ponovnog uspostavljanja industrije. Odvija se kao rezultat potrebe pojačanja, osnažavanja ili povratka vitalnosti nacionalnim gospodarstvu.

## Razlozi za reindustrijalizaciju
- Prirodni proces gospodarskog rasta, ili ponovna uspostava gospodarstva
- Zagovornici reindustrijalizacije vjeruju da su proizvodnja i drugi industrijskih poslovi socijalno i ekonomski poželjniji od radnih mjesta u sektoru usluga ili financije.
- Sa stajališta nacionalne sigurnosti želju za samodostatnosti i sigurijom opskrbom tijekom mogućih sukoba.
- Reakcija na negativnu vanjskotrgovinske bilance